# Янсен, Франк
Франк Янсен (нидерл. Frank Janssen; родился 22 мая 1961 года) — нидерландский футболист и теннисист.

## Биография
Франк Янсен — воспитанник футбольного клуба «Де Кеннемерс». В 1979 году Франк в возрасте 17 лет заключил двухлетний контракт с амстердамским «Аяксом», хотя на юного защитника претендовал также АЗ’67.
Проводя отличный сезон в юношеской команде «Аякс С», Янсен вскоре был переведён в основной состав команды, чьим тренером тогда был Лео Бенхаккер, с которым у Франка были хорошие отношения. Перед финальной игрой Кубка Нидерландов защитник амстердамцев Кес Звамборн получил травму, поэтому место в обороне команды было доверено 18-летнему Янсену.
Дебют защитника состоялся 17 мая 1980 года в матче против «Фейеноорда». В финальной игре «Аякс» уступил хозяевам поля со счётом 3:1. После ухода Бенхаккера в 1981 году главным тренером амстердамцев был временно назначен Ад де Мос, который был недоволен физической формой Янсена. В свою очередь Франк стал больше уделять своё внимание на игру в теннис, нежели на футбол. Вскоре он покинул «Аякс» и вернулся обратно в «Де Кеннемерс».